# Martin Kaspari
Martin Kaspari (* 31. Januar 1940 in Göttingen) ist ein deutscher Arzt, Kommunalpolitiker der CDU und ehemaliger Landrat des Landkreises Eisenach und des Wartburgkreises in Thüringen.

## Leben
Martin Kaspari wurde 1940 in Göttingen geboren und wuchs in Hohengandern als Sohn des dortigen Landarztes auf. Nach der Grundschule besuchte er das Bischöfliche Knabenseminar in der Kreisstadt Heiligenstadt als Internatsschüler und erwarb 1958 das Abitur.
Die bildungspolitischen Sanktionen gegen Angehörige der bürgerlichen Intelligenz in der Ulbricht-Ära verhinderten zunächst das von ihm angestrebte Medizinstudium. Er verpflichtete sich daraufhin zu einem einjährigen Arbeitseinsatz auf der Großbaustelle der Rappbode-Talsperre im Harz, dort wurde er nicht benötigt und zur Großbaustelle Schwarze Pumpe abgemeldet. Dieser freiwillige Einsatz ermöglichte ihm noch 1959 mit dem angestrebten Medizin-Studium an der Friedrich-Schiller-Universität Jena zu beginnen, das er 1965 erfolgreich beenden konnte. Für seine berufliche Spezialisierung absolvierte er im Anschluss eine vierjährige Ausbildung zum Facharzt für Hautkrankheiten, er erwarb 1966 die Promotion und fand danach an der Poliklinik in Eisenach seine Anstellung als Arzt, die er dort bis 5. Juni 1990 ausübte.
Seit 1995 ist Kaspari Mitglied der KDB Sigfridia zu Bonn im Ring Katholischer Deutscher Burschenschaften. Er engagierte sich bei der Organisation und Durchführung der Wartburggespräche.
Martin Kaspari ist katholisch, verheiratet und Vater zweier erwachsener Kinder. Er lebt in Eisenach.

## Karriere
Kaspari praktizierte von 1965 bis 1990 als Hautarzt in Eisenach. Seit den 1980er Jahren war er ehrenamtlicher Kreisvorsitzender des Deutschen Roten Kreuzes (DRK) in Eisenach.
Als die Eisenacher CDU bei der letzten Kommunalwahl in der DDR am 6. Mai 1990 im Kreis Eisenach mit großem Erfolg gewann, fehlte ihr plötzlich ein geeigneter Landratskandidat, denn die vorgesehenen Personen (Manfred Heise und andere) entschieden sich nach dieser Wahl für andere parteipolitische Aufgaben, so hofften einige, zur ersten gesamtdeutschen Bundestagswahl am 2. Dezember 1990 noch bessere Positionen einnehmen zu können. Kaspari kommentierte dieses Taktieren einmal mit den ironischen Worten „Ich war nur die siebte Wahl! ...“.
Die plötzliche Herausforderung, als führender Kommunalpolitiker des Kreises Eisenach tätig zu werden, bedeutete für Kaspari zugleich das Ende seines bisher gewohnten Privat- und Berufslebens, doch er stellte sich dieser Aufgabe und wurde 1990 vom Kreistag des Landkreises Eisenach zum Landrat gewählt. In dieser Funktion baute er die Verwaltung des Landkreises nach der politischen Wende in der DDR auf. Als nach den Plänen der Thüringer Landesregierung bei der Kreisgebietsreform in Thüringen im Jahr 1994 der Kreis Eisenach und der Nachbarkreis Bad Salzungen zum Wartburgkreis verschmolzen, wurde Kaspari zum Landrat dieses neu gebildeten Landkreises gewählt. Diesen Posten hatte er bis zum 30. Juni 2006 inne. Bei der Kommunalwahl 2006 trat er aus Altersgründen nicht mehr an; Nachfolger wurde der CDU-Politiker Reinhard Krebs.
Bis 2008 war Kaspari Präsident des Landesverbandes Thüringen des DRK.

## Auszeichnungen
Kaspari ist Ehrenmitglied des Deutschen Roten Kreuzes und seit dem 13. März 2012 Träger des Thüringer Verdienstordens.